# Уренгой — Помары — Ужгород
Уренгой — Помары — Ужгород — экспортный магистральный газопровод (МГ), построенный СССР в 1983 году для поставки природного газа с месторождений севера Западной Сибири (РСФСР) потребителям в республиках Союза и странах Центральной и Западной Европы, по маршруту Уренгой — Помары — Ужгород. Один из крупнейших проектов при разработке Тюменской нефти.
Пропускная способность — 32 млрд м³ природного газа в год (проектная). Фактическая пропускная способность — 28 млрд м³ в год. Диаметр трубопровода — 1420 мм.
МГ Уренгой — Помары — Ужгород был построен на кредиты западноевропейских (ФРГ) и японских банков, выданные под выручку от последующих поставок природного газа (сделка «газ — трубы»). Официальная церемония пуска газопровода состоялась во Франции. Первый газ по трубопроводу пошёл в январе 1984 года.
Трубопровод пересекает Уральский хребет и более шестисот рек, включая Обь, Волгу, Дон и Днепр. Общая длина газопровода — 4451 км, протяжённость по территории Украины — 1160 км. На трассе газопровода расположены 42 компрессорные станции.
На данный момент газопровод пересекает российско-украинскую границу в районе ГИС «Суджа» (Курская область). На украинском участке МГ находятся девять компрессорных станций (Ромны, Гребенковская, Софиевка, Ставишенская, Ильинецкая, Бар, Гусятин, Богородчаны, Голятин). По территории Украины газ транспортируется в основном до компрессорной станции «Ужгород» на украинско-словацкой границе и в меньших объёмах — до компрессорных станций на границе с Венгрией (ГИС «Берегово») и Румынией (ГИС «Теково»).[обновить данные]

## История
Проект экспортного трубопровода был предложен в 1978 году от месторождений Ямбурга, но позже был изменён на трубопровод от Уренгойского месторождения, которое уже эксплуатировалось.
Генеральный проектировщик — ведущий научно-исследовательский и проектный институт   Министерства нефтяной и газовой промышленности СССР «ЮжНИИгипрогаз», руководил в ту пору институтом лауреат  Государственной Премии СССР, дважды орденоносец Николай Григорьевич Портянко. Институт находился в городе Донецк, УССР, занимался разработкой проектов обустройства крупнейших в мировой практике и новейших в истории газовых и газоконденсатных месторождений Западной Сибири, в том числе в условиях Крайнего Севера, проектов для строительства газохимических комплексов, а также проектированием крупнейших магистральных газопроводов СССР.
Первоначально проект предполагал прокладку в одном коридоре двух ниток газопровода полностью с использованием западных технологий, оборудования и труб большого диаметра (1420 мм). Однако после введения в 1981 году администрацией президента Р. Рейгана эмбарго на поставки в СССР высокотехнологичного американского оборудования и оказания Вашингтоном давления на западноевропейских производителей, использовавших компоненты американских технологий, проект газопровода Уренгой — Помары — Ужгород был пересмотрен. В результате была проложена только одна его нитка частично с использованием советских труб и оборудования.
Формальным поводом для введения санкций со стороны США послужило обвинения в том, что СССР принимал участие во «введении чрезвычайного положения в Польше» 13 декабря и репрессиях «по отношению к польскому народу».
В июне 1982 года власти США ужесточили эмбарго, распространив запрет не только на продукцию американских фирм, но и на оборудование, производимое их филиалами за рубежом и иностранными компаниями по американским лицензиям. Это решение привело к конфликту между США и их западноевропейскими союзниками. В июле — августе 1982 года западногерманское, французское, британское, итальянское правительства поддержали своих производителей, объявив американские санкции незаконными.
После того как европейские компании поставили в августе 1982 года нефтегазовое оборудование в СССР, США ввели против них специальные санкции. В результате переговоров с представителями европейских правительств президент США Рональд Рейган 13 ноября 1982 года объявил об отмене эмбарго на поставку нефтегазового оборудования в СССР.
В июле 1981 года консорциум немецких банков во главе с Deutsche Bank и AKA Ausfuhrkredit GmbH предоставил кредит на сумму 3,4 млрд немецких марок для строительства компрессорных станций. Позже были подписаны кредитные соглашения с группой французских банков и экспортно-импортным банком Японии. В 1981—1982 были подписаны контракты о поставке компрессоров и труб с Creusot-Loire, John Brown Engineering, Nuovo Pignone, AEG-Telefunken, Mannesmann, Dresser Industries, Walter Kidde и Japan Steel Works. Трубоукладчики и бульдозеры были приобретены у компаний Caterpillar и Komatsu, автокраны Liebherr и Kato.
В строительстве газопровода Уренгой — Помары — Ужгород принимали участие рабочие коллективы из стран СЭВ (ГДР, ПНР, ЧССР и СФРЮ), многие из которых в конце 1970-х годов сооружали магистральный газопровод «Союз».
Построен в 1983 году. Официальная церемония пуска газопровода состоялась во Франции. Первый газ по трубопроводу пошёл в январе 1984 года.

### Происшествия
17 июня 2014 года произошёл взрыв в Лохвицком районе Полтавской области, что привело к потере десяти миллионов м3 газа. По словам министра внутренних дел Украины А. Авакова, ключевой версией является теракт, хотя губернатор Полтавской области Виктор Бугайчук и заметил, что газопровод на данном участке находился в аварийном состоянии как минимум 2 года, о чём неоднократно сообщал в Нафтогаз.
20 декабря 2022 года в Вурнарском районе Чувашии произошёл взрыв на газопроводе, погибли три человека, повреждённый участок был перекрыт.
Вторжение Украины в Россию
В ходе крупного наступления ВСУ на Курскую область 7 августа 2024 был захвачен ГИС «Суджа» через который осуществляется транзит газа через Украину в Евросоюз.
Группа российских солдат утром 8 марта 2025 года использовала инфраструктуру газопровода, чтобы добраться до позиций сил обороны Украины в районе Суджи.
Минобороны РФ обвинило Украину в подрыве ВСУ газоизмерительной станции «Суджа» 21 марта 2025 года. Минобороны РФ обвинило Украину в ударе ВСУ 28 марта по газоизмерительной станции «Суджа» и её фактическом уничтожении.

## Инфраструктура

### Трубы
Трубы с двухслойным полиэтиленовым покрытием частично поставлял комплекс трубоэлектросварочного цеха № 2 Харцызского трубного завода, крупнейшего в Европе по производству газонефтепроводных труб диаметром 1220 и 1420 мм на рабочее давление 7,5 МПа.

### Газотурбинные агрегаты
На каждой КС три ГПА ГТК-25И (MS5002B(R)) фирмы General Electric, по три ГПА-25 (ГТУ ДН80Л ПО «Зоря — Машпроект», г. Николаев, УССР, нагнетатель производства НЗЛ, г. Ленинград, СССР) на КС33 и КС37, на головной компрессорной станции (КС «Пуровская») установлены пять ГПА ГТК-10И (MS3002). Запуск турбоагрегатов производится раскруткой газом из магистрали с выбросом в атмосферу или электростартерами на ГТУ ДН80, температура на выпуске в рабочем режиме (перед рекуператором) — 500 °C.

### Система пожаротушения
Система пожаротушения фирмы Walter Kidde обеспечивает ликвидацию возгорания за десять секунд после выдачи команды на выпуск тушащего агента. На всех ГПА-25 применяется тушащий агент CF3Br (Галон 1301), на аварийном турбогенераторе Ruston — углекислый газ. Датчики системы пожаротушения — ультрафиолетовые и дыма. В системе пожаротушения фирмы Walter Kidde информация оперативному персоналу обрабатывается программно (применён один из первых однокристальных процессоров Motorola 6800). Команда на выпуск тушащего агента формируется аппаратно. Для повышения надёжности применяется дублирование некоторых модулей и датчиков.

### Аварийный турбогенератор
Аварийный турбогенератор фирмы Ruston обеспечивает питание компрессорной станции при отсутствии энергоснабжения от единой энергосистемы.

## Операторы
На данный момент российская часть газопровода управляется ПАО «Газпром», украинская — «Укртрансгаз», дочерней компанией НАК «Нафтогаз Украины».

## Компрессорные станции украинского участка
- КС-32 «Ромны»
- КС-33 «Гребёнковская» (3488-й км)
- КС-34 «Софиевка»
- КС-35 «Ставищенская»
- КС-36 «Ильинецкая»
- КС-37 «Бар»
- КС-38 «Гусятин»
- КС-39 «Богородчаны»
- КС-40 «Воловец»

## Газопровод в популярной культуре
Истории осуществления проекта газопровода посвящены художественные фильмы:
- «Контракт века» (СССР, 1985)
- «Ответная мера» (СССР, 1974)
- «Труба» (документальный, Россия — Чехия — Германия, 2013, режиссёр Виталий Манский)

Также газопроводу Уренгой — Помары — Ужгород посвящена одноимённая композиция советской рок-группы «Странные игры».